# Агустин Санчес Видал
Агустин Санчес Видал (на испански: Agustín Sánchez Vidal) е испански историк, сценарист и писател на произведения в жанра трилър, исторически роман и биография.

## Биография и творчество
Агустин Санчес Видал е роден през 1948 г. в Силерос де ла Бастида, провинция Саламанка, Испания. Израства в Логроньо. Завършва философия и испанска филология в университета на Сарагоса. През 1974 г. получава докторска степен с дисертация за поета Мигел Ернандес. След дипломирането си преподава испанска литература, а от 1991 г. – история на киното и други аудиовизуални медии. Бил е гостуващ преподавател в Принстънския университет.
През 1980 г. пътува до Мексико, за да подготви с Луис Бунюел книгата за творчеството на режисьора „Luis Buñuel, obra literaria“, която е последвана от още няколко книги.
Пише монографии за арагонските режисьори Едуардо Химено Кореас, Сегундо де Чомон, Флориян Рей, Хосе Мария Форке, Хосе Луис Борау и Карлос Саура.
През 1988 г. печели престижната награда „Огледало на Испания“ за книгата си „Бенюел, Лорка, Дали: безкрайната загадка“.
Съавтор е с Карлос Саура на сценария на филма „Бунюел и масата на цар Соломон“ (2001).
Първият му исторически трилър „La llave maestra“ (Главният ключ) е публикуван през 2005 г. и е история за шпионаж и приключения през шестнадесети век по времето на Филип II и в наши дни, основана на най-новите исторически изследвания.
През 2008 г. е издаден неговият исторически трилър „Възелът на кръвта“. През 1573 г., години след прогонването на йезуитите от Испания, мистериозният им Черен кораб сваля на испанския бряг загадъчен товар от Перу. Двеста години по-късно съдбите на младия аристократ и йезуитски възпитаник Себастиан де Фонсека и принцесата на инките Умина се свързват с миналите събития. Интриги и загадки ги съпътстват в търсене на Изгубения град на инките, а отговорите се оказват кодирани в прословутото кипу, наречено „Възелът на кръвта“. Романът печели наградата „Примавера“.
През 2016 г. получава наградата на Арагон за цялостното си творчество.
Агустин Санчес Видал живее със семейството си в Сарагоса.

## Произведения

### Самостоятелни романи
- La llave maestra (2005)
- Nudo de sangre: el tesoro escondido de los Incas (2008) – награда „Примавера“
Възелът на кръвта: скритото съкровище на инките, изд.: ИК „Персей“, София (2011), прев. Румен Руменов
- Viñetas (2016)

### Документалистика
- Miguel Hernández desamordazado y regresado (1976)
- Buñuel, Lorca, Dali: el enigma sin fin (1988)
- El cine de Carlos Saura (1988)
- Borau (1990)
- El cine de Florián Rey (1991)
- El cine de Segundo de Chomón (1992)
- Los Jimeno y los orígenes del cine en Zaragoza (1994)
- El Siglo de la Luz (1997)
- Historia del cine (1997)
- Sol y sombra (1990)

#### Серия „Бунюел“ (Buñuel)
- Luis Buñuel, obra literaria (1982)
- Buñuel, obra cinematográfica (1984),
- Vida y opiniones de Luis Buñuel (1985),
- Luis Buñuel (1992)
- El mundo de Luis Buñuel (1993)
- Luis Bunuel (2006)

### Екранизации
- 2000 A propósito de Buñuel – документален
- 2001 Бунюел и масата на цар Соломон, Buñuel y la mesa del rey Salomón – сценарий
- 2004 Retrato de Carlos Saura – документален